# Haematopinus oliveri
Haematopinus oliveri је инсект из реда Anoplura.

## Угроженост
Ова врста је крајње угрожена и у великој опасности од изумирања.

## Распрострањење
Ареал врсте је ограничен на једну државу, Индију.